# Chêne (Léglise)
Pour les articles homonymes, voir Chêne (homonymie).
Chêne (en wallon : Tchin.ne) est un village de la commune belge de Léglise, dans la province de Luxembourg.
Avant la fusion des communes de 1977, il appartenait à l'ancienne commune d'Ébly.

## Situation et description
Chêne est avant tout un village d'Ardenne où l'eau est bien présente. Le centre du village est traversé d'ouest en est par la Géronne, un affluent de la Sûre. Un pont et une passerelle y franchissent le cours d'eau. Le petit ruisseau de Vaux-lez-Chêne vient se jeter dans la Géronne quelques mètres en aval du pont. Sept rues des alentours finissent par converger vers ce pont qui marque le centre de la localité.
Chêne avoisine les villages de Juseret et Lescheret implantés au nord ainsi qu'Ébly situé au sud-ouest et Vaux-lez-Chêne au sud.

## Patrimoine
On ne dénombre aucun édifice religieux dans le village. Toutefois, à un carrefour entre le village et Vaux-lez-Chêne, se trouve la chapelle Notre-Dame de Grâce implantée dans un enclos arboré.

## Tourisme
La localité possède des gîtes ruraux ainsi qu'une ferme pédagogique.